# Kamikōchi
Kamikōchi (上高地 (Thượng Cao Địa)) là một thung lũng cao nguyên đồi núi hẻo lánh nằm trong phạm vi dãy núi Hida, ở vùng phía Tây Tỉnh Nagano, Nhật Bản.

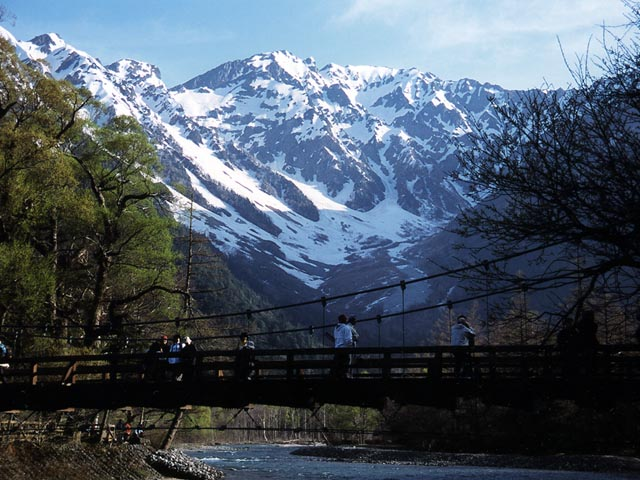
Núi Hotaka và cầu Kappa.

Nó đã được bảo tồn nguyên hiện trạng bên trong Vườn quốc gia Chūbu-Sangaku. Nó được mệnh danh là một trong những Tài sản Văn Hóa Quốc gia của Nhật Bản, nằm trong danh sách Di tích Tự nhiên Đặc biệt và Địa điểm Thắng cảnh Đặc biệt. Nó đôi lúc được gọi bằng cái tên "Thung lũng Yosemite của Nhật Bản," mặc dù nó nhỏ hơn khá nhiều so với thung lũng nói trên nằm tại California.

## Địa lý

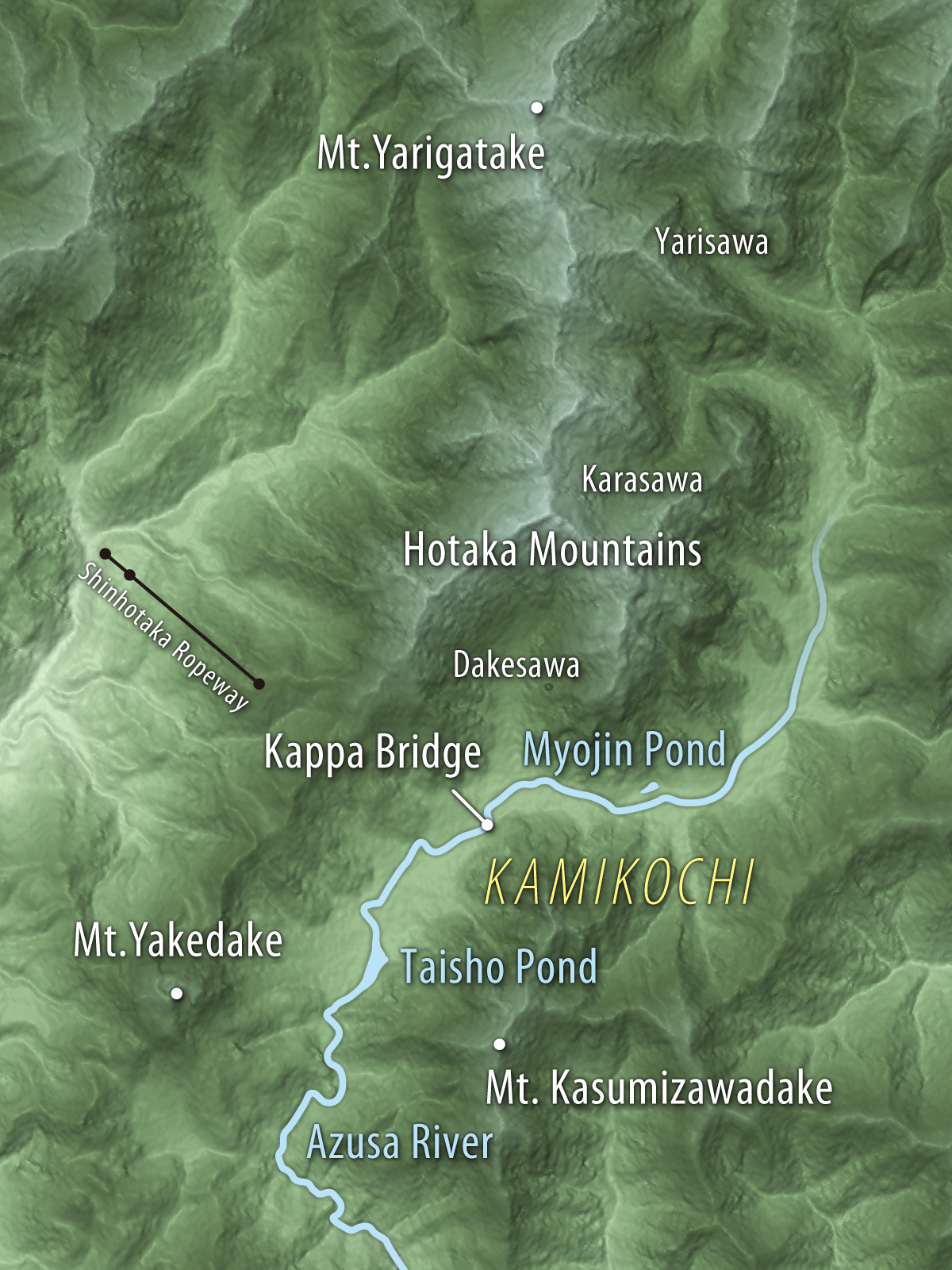
Bản đồ

Kamikōchi là một thung lũng núi cao có chiều dài xấp xỉ 18 kilomet. Độ cao trung bình của nền thung lũng nằm trong khoảng từ 1.400 m (4.600 ft) trên mực nước biển ở phía cuối phía nam và khoảng 1.600 m (5.200 ft) ở đầu phía bắc.
Kamikōchi nằm bên trong dãy núi Hida, dãy "Alps phía Bắc" của dãy Alps Nhật Bản. Các dãy núi bao bọc xung quanh cao tới 3.190 m (10.470 ft). Kamikōchi kết thúc ở phía bắc với Núi Hotaka, và ở phía nam với Núi Yake, một núi lửa vẫn còn đang hoạt động.
Sông Azusa chảy dọc theo thung lũng, chảy vào hồ Taishō ở dưới chân Núi Yake. Hồ Taishō có được cái tên này bởi vì nó được hình thành do vụ phun trào của Núi Yake vào năm 1915, thuộc Thời kỳ Đại Chính ở Nhật Bản.
Do thung lũng Kamikochi có địa hình khá bằng phẳng nên dễ dàng bắt gặp đầm lầy và ao hồ, như Đầm Lầy Takezawa, Ao Tashiro, và Ao Myojin. Vì nước có nguồn gốc chủ yếu từ tuyết tan chảy hoặc tầng ngậm nước ngầm, nhiệt độ nước thì lạnh dù đang ở đỉnh điểm mùa hè. Khu vực Tokusawa ở đầu phía bắc của thung lũng đóng vai trò là nơi chăn dắt ngựa và gia súc cho đến năm 1934, khi khu vực này hoàn toàn được sáp nhập vào Vườn quốc gia.

## Các ngọn núi phụ cận
- Núi Hotaka
- Núi Yari
- Núi Yake
- Núi Chō
- Núi Jōnen
- Núi Kasumizawa

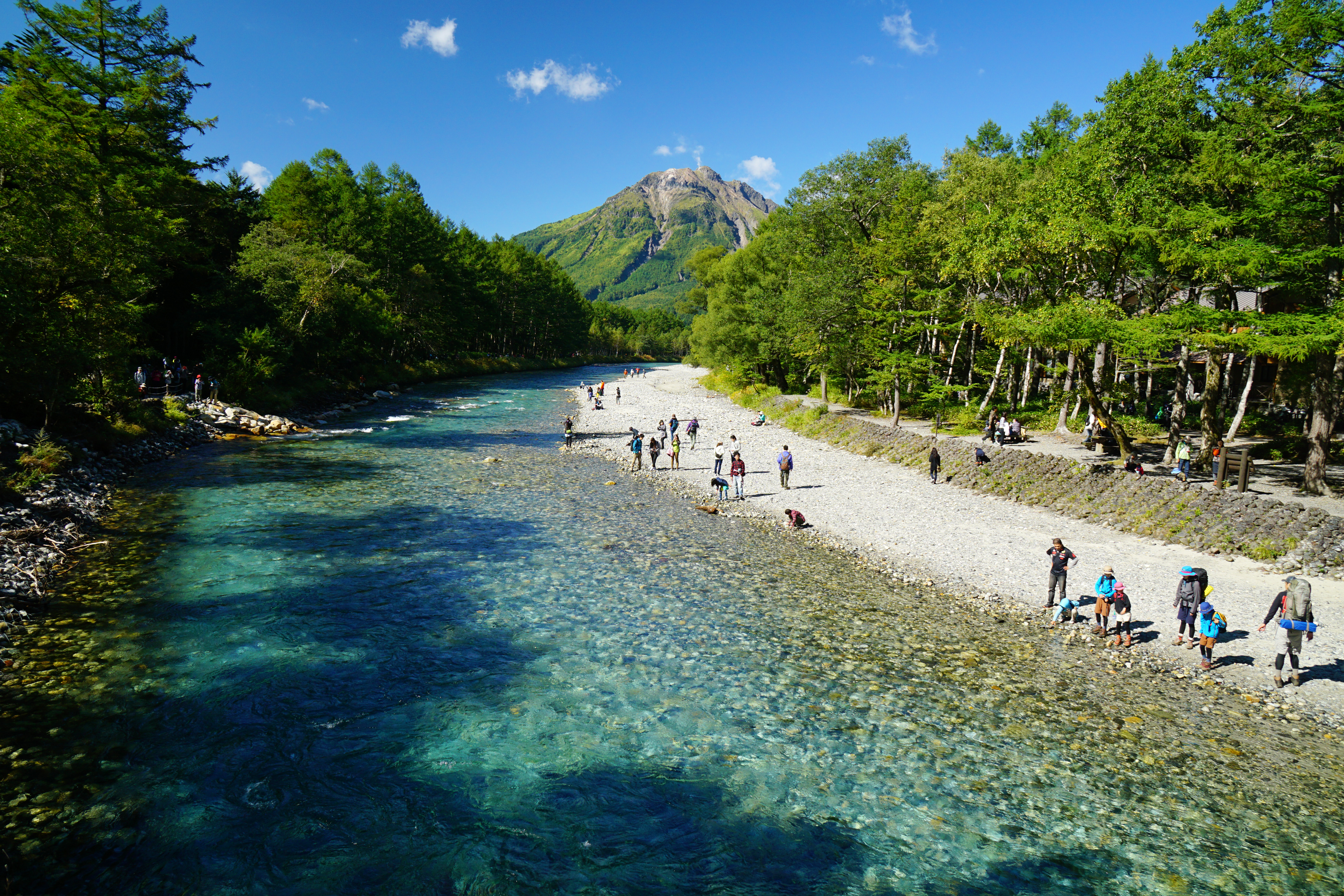
Sông Azusa chảy qua Kamikōchi
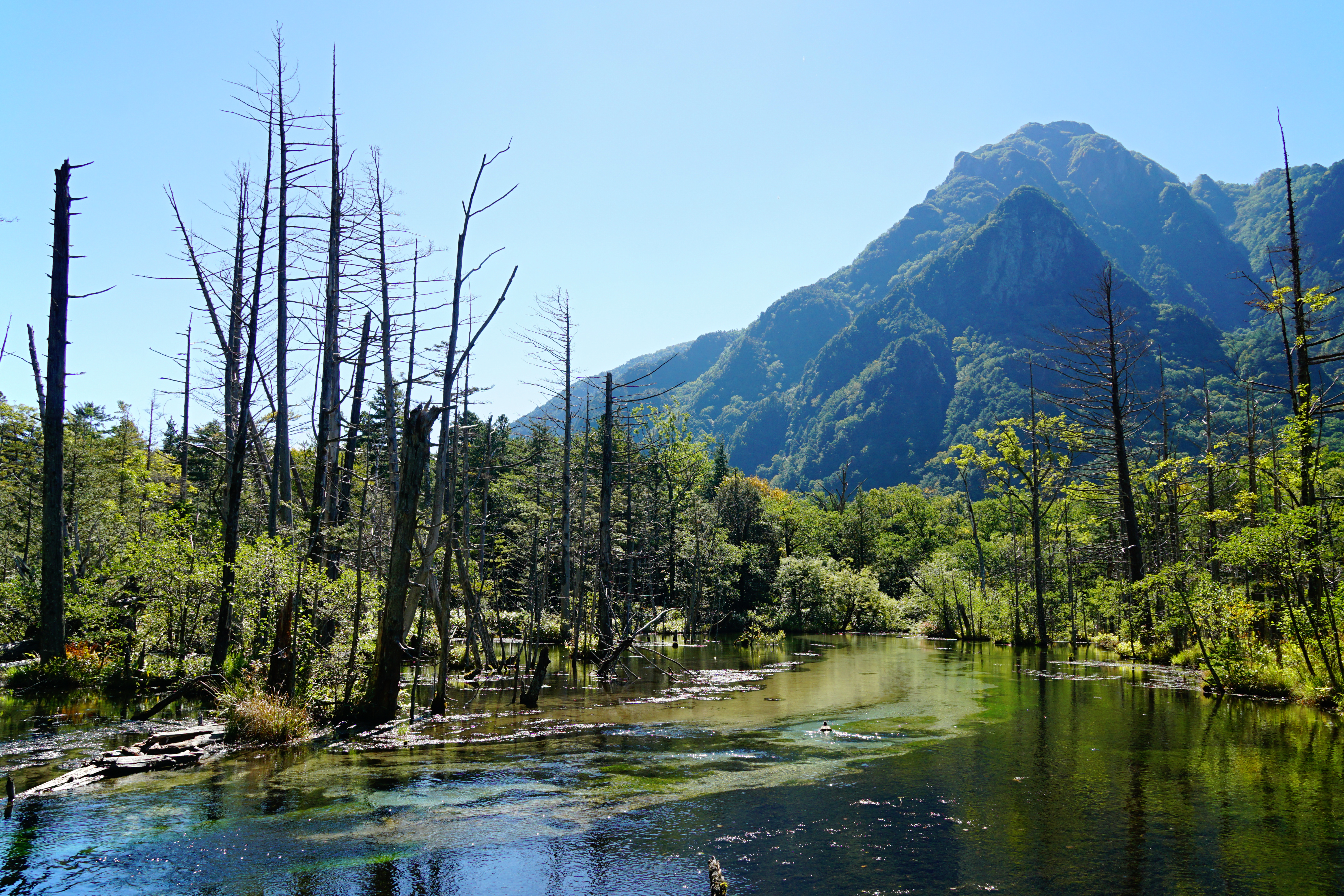
Đầm lầy Gakusawa
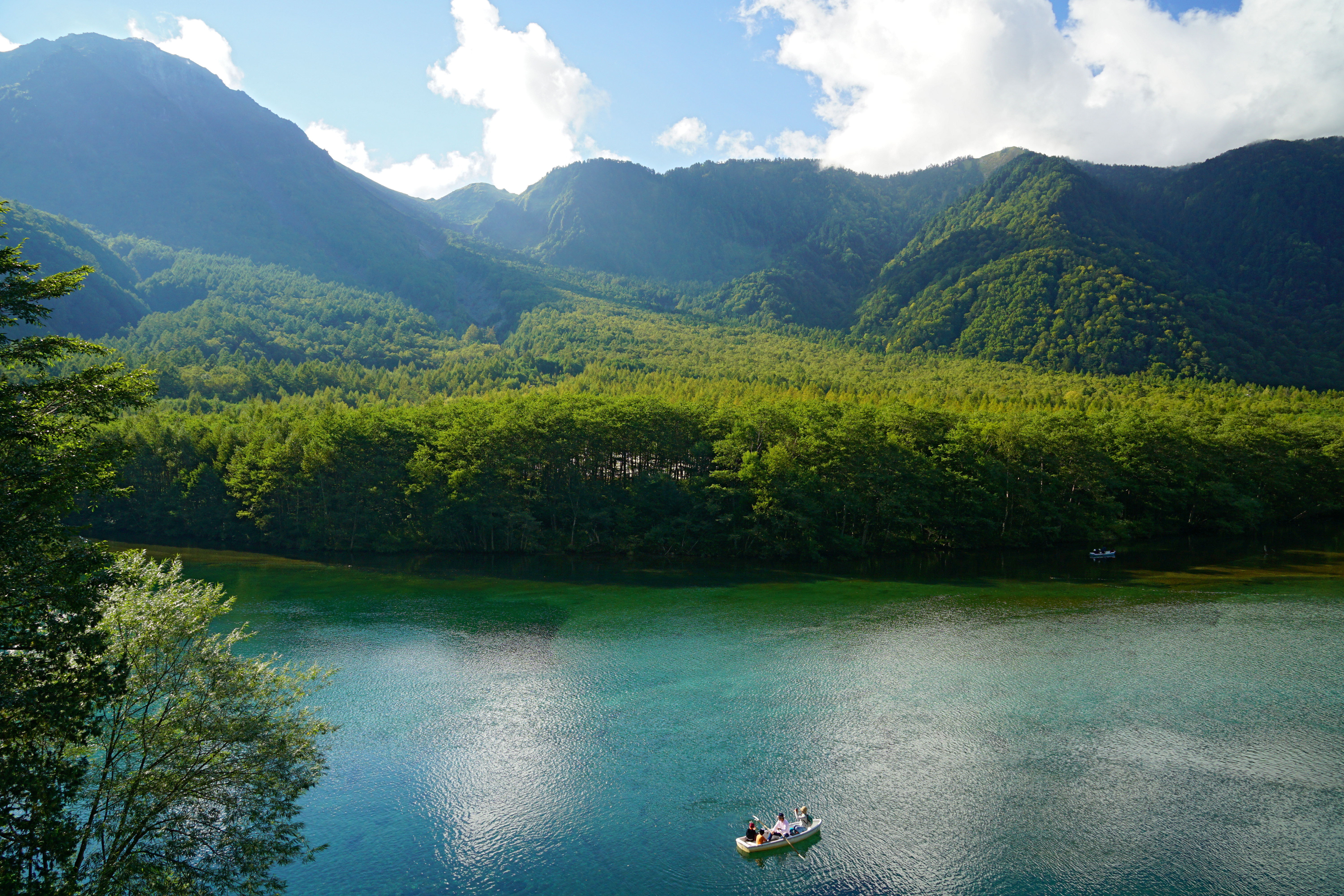
Hồ Taisho